# John M. Bowers
John Myer Bowers (* 25. September 1772 in Boston, Province of Massachusetts Bay; † 24. Februar 1846 in Cooperstown, New York) war ein US-amerikanischer Jurist und Politiker. Er vertrat im Jahr 1813 den Bundesstaat New York im US-Repräsentantenhaus.

## Werdegang
John Myer Bowers wurde ungefähr drei Jahre vor dem Ausbruch des Unabhängigkeitskrieges in Boston geboren und wuchs dort auf. In dieser Zeit besuchte er Gemeinschaftsschulen und graduierte am Columbia College (heute Columbia University) in New York City. Er studierte Jura. Seine Zulassung als Anwalt erhielt er 1802 und begann dann in Cooperstown zu praktizieren. 1805 zog er nach „Lakelands“ bei Cooperstown. Politisch gehörte er der Föderalistischen Partei an.
Er wurde in einer Nachwahl am 26. Mai 1813 im 15. Wahlbezirk von New York in das US-Repräsentantenhaus in Washington, D.C. gewählt, um dort die Vakanz zu füllen, die durch den Tod von William Dowse (1770–1813) entstand. Seine Wahl wurde allerdings am 20. Dezember 1813 von Isaac Williams junior erfolgreich angefochten.
Nach seiner Kongresszeit ging er in Cooperstown wieder seiner Tätigkeit als Anwalt nach, wo er am 24. Februar 1846 starb. Sein Leichnam wurde auf dem Lakewood Cemetery beigesetzt. Ungefähr zwei Monate später brach der Mexikanisch-Amerikanische Krieg aus.